# صادوه
صادوه، برنامج مقالب كوميدي بالفنانين من إنتاج سكوب سنتر للإنتاج الفني  انتج الموسم الأول منه عام 2002 ثم قدم منه عدد من الأجزاء بأعوام أخرى.

## المقدمين
- الجزء الأول محمد الصيرفي بمشاركة فيصل دشتي ومشعل الخلف عرض عام 2002
- الجزء الثاني يعقوب عبد الله ومها محمد عرض عام2003
- الجزء الثالث قدمه نواف الراهي وأحمد العونان عرض عام 2005
- الجزء الرابع سعود الشويعي ومحمد الحفيتي ووليد الضاعن[2][3] عرض عام 2006
- الجزء الخامس قدمه أحمد العونان ووليد الضاعن عرض عام 2007
- الجزء السادس فهد النبهان عرض عام 2009
- الجزء السابع ثامر الشعيبي ووليد الضاعن عرض عام 2010
- الجزء الثامن احمد السيف وثامر الشعيبي عرض عام2011
- الجزء التاسع ثامر الشعيبي ومجموعة من الممثلين عرض عام 2014

قام باخراجه فراج الفراج عدا الجزء الثاني قام باخراجه عادل الموسوي

## قائمه الحلقات وأسماء الضيوف

### صادوة الجزء الأول
| - عبد الحسين عبد الرضا - خالد النفيسي - حياة الفهد - مريم الصالح - علي المفيدي - إبراهيم الصلال - محمد جابر - حمد ناصر - أحمد جوهر - إبراهيم الحربي | - أحمد السلمان - عبير الجندي - الهام الفضالة - امل عباس - زهرة عرفات - عبير أحمد - أمل عبد الكريم - مشاري البلام - بوهلال - محماس | - عادل الماس - حليمة بولند - شيماء علي - هبه الدري - احمد إيراج - يوسف العماني - ساير العنزي - حمود البغيلي - سامي السعيد بدرية أحمد | نادية صقر مرام يعقوب عبد الله علي جمعة عبد الإمام عبد الله هبه سليمان ماجد الشطي |

### صادوة الجزء الثاني
| غانم الصالح اريام فايز السعيد يوسف الجراح عبد الله بالخير عبد الرحمن الخطيب رويدة المحروقي سمير غانم إبراهيم الزدجالي محمد البلوشي (مغني) | رهف شعبان عبد الرحيم فخرية خميس مشعل ليلي عبد العزيز الهزاع معالي زايد رنا فاروق حبيب الدويلة حليمة بولند حسين مصطفى ميمي جمال | محمد الحفيتي نصر حماد ابراهيم جمعه عادل الخميس فهد شموة |

### صادوة الجزء الثالث
| خالد العجيرب بدرية أحمد نواف الراهي أحمد العونان يعقوب عبد الله علي احمد حليمة بولند عبير الجندي ايمان نجم مي عبد الله جواهر (ممثلة) | فلاح مطر محمد مساعد مشاري البلام مشاعل الزنكوي نادية العاصي منى عبد المجيد خالد البريكي امل عباس زهرة الدعيج فاطمة الحوسني مي البلوشي |

الهام الفضاله
احمد مساعد

### صادوة الجزء الرابع
| هند البلوشي محمد الشعيبي مي البلوشي فراس عاشور عبد الله الطراروة لمياء طارق فؤاد علي محمد الشطي نواف الراهي أحمد العونان | خطر محمد العجيمي خالد سليم أحمد السلمان فهد الزايد رانيا السباعي عفاف محمد الامير داليدا سعاد | عبد الله وبران بدر الشرقاوي روان بثينه الرئيسي صادق الدبيس محمد الوادي محمد الامير اشرف سالم فهد ستار |